# Minneapolism
Minneapolis (Live For The Last Time) é um álbum ao vivo gravado pela banda americana de punk rock Babes in Toyland. Foi lançado em maio de 2001 pela Cherry Red Records.

## Faixas
Todas as músicas escritas pelo Babes in Toyland.
1. "Bruise Violet"
2. "Swamp Pussy"
3. "Vomit Heart"
4. "Oh Yeah"
5. "Handsome & Gretel"
6. "Won't Tell"
7. "Drivin'"
8. "Ripe"
9. "Dust Cake Boy"
10. "Ariel"
11. "Bluebell"
12. "He's My Thing"
13. "Middle Man"
14. "Memory"
15. "Spun"
16. "Spit to See the Shine"
17. "Sweet '69"

## Créditos
- Kat Bjelland → vocal e guitarra
- Lori Barbero → bateria e vocais de apoio em "Primus" e "Dogg"
- Jessie Farmer → baixo